# غريتا هودجكينسون
غريتا هودجكينسون (بالإنجليزية: Greta Hodgkinson)‏ هي راقصة باليه أمريكية، ولدت في عقد 1970.

## وصلات خارجية
- الموقع الرسمي